# Luisa Moroff
Luisa Moroff (* 8. April 1996) ist eine ehemalige deutsche Triathletin. Sie ist Deutsche Meisterin auf der Triathlon-Mitteldistanz (2018).

## Werdegang
In ihrer Jugend startete Luisa Moroff als Leichtathletin über die Mittel- und Langstrecke nacheinander für den TSV Grafenau, den TSV Dagersheim und den VfL Sindelfingen. Auch ihr Vater Martin war als Triathlet aktiv. Seit 2015 ist Luisa Moroff als Triathletin über die Kurzdistanz aktiv (olympische Distanz; 1,5 km Schwimmen, 40 km Radfahren und 10 km Laufen).
Ihren ersten Start über die Mitteldistanz absolvierte Moroff 2017 beim Köln-Triathlon, wo sie den dritten Gesamtrang belegte. Ihre erste Langdistanz absolvierte sie 2019 bei der Challenge Roth.

### Deutsche Meisterin Triathlon Mitteldistanz 2018
Im Juni 2018 wurde sie in Ingolstadt Deutsche Meisterin auf der Triathlon-Mitteldistanz.

Ihr erstes Ironman-Rennen über die 70.3-Distanz absolvierte Moroff im September 2018 in Nizza. Mit dem Sieg in ihrer Altersklasse gelang ihr die Qualifikation für die Ironman-70.3-Weltmeisterschaften 2019 an gleicher Stelle.
Seit Jahresbeginn 2018 startete Luisa Moroff als Nachwuchsathletin für das österreichische Pro Team Mohrenwirt.
Im August 2021 gewann die 25-Jährige die Erstaustragung des Ironman 70.3 Duisburg. Seit 2023 tritt Luisa Moroff nicht mehr international in Erscheinung.
Luisa Moroff arbeitet als Regierungsinspektorin am RP Stuttgart und lebt in Darmsheim.

## Auszeichnungen
- Bei der Wahl zur Triathletin des Jahres 2017 belegte sie Platz& sechs.

## Sportliche Erfolge
| Datum/Jahr    | Rang | Wettbewerb               | Austragungsort    | Zeit | Bemerkung                    |
| ------------- | ---- | ------------------------ | ----------------- | ---- | ---------------------------- |
| 18. Juni 2023 | 3    | Rothsee-Triathlon        | Roth              |      |                              |
| 18. Juli 2021 | 2    | Rothsee-Triathlon        | Roth              |      | hinter Lena Gottwald         |
| 26. Mai 2019  | 1    | Ingolstadt Triathlon     | Ingolstadt        |      | Siegerin auf der Kurzdistanz |
| 5. Aug. 2018  | 1    | Frankfurt-City-Triathlon | Frankfurt am Main |      | Siegerin auf der Kurzdistanz |
| 6. Aug. 2017  | 3    | Frankfurt-City-Triathlon | Frankfurt am Main |      | [ 10 ]                       |
| 25. Juni 2017 | 3    | Rothsee-Triathlon        | Roth              |      |                              |
| 26. Juni 2016 | 3    | Rothsee-Triathlon        | Roth              |      |                              |

| Datum/Jahr    | Rang | Wettbewerb                                         | Austragungsort | Zeit     | Bemerkung                                                                   |
| ------------- | ---- | -------------------------------------------------- | -------------- | -------- | --------------------------------------------------------------------------- |
| 28. Aug. 2021 | 1    | Ironman 70.3 Duisburg                              | Duisburg       | 04:28:32 |                                                                             |
| 16. Sep. 2018 | 9    | Ironman 70.3 Nizza                                 | Nizza          | 05:03:32 | Siegerin der Altersklasse 18–24                                             |
| 10. Juni 2018 | 1    | DTU Deutsche Meisterschaft Triathlon Mitteldistanz | Ingolstadt     | 04:26:14 | Deutsche Meisterin auf der Mitteldistanz im Rahmen des Triathlon Ingolstadt |
| 3. Sep. 2017  | 3    | Cologne 226 Half                                   | Köln           |          | Dritte über die Mitteldistanz, hinter Mareen Hufe                           |

| Datum/Jahr   | Rang | Wettbewerb     | Austragungsort | Zeit     | Bemerkung           |
| ------------ | ---- | -------------- | -------------- | -------- | ------------------- |
| 7. Juli 2019 | 21   | Challenge Roth | Roth           | 09:45:33 | Siegerin AK 18 – 24 |

| Datum/Jahr    | Rang | Wettbewerb        | Austragungsort | Zeit     | Bemerkung             |
| ------------- | ---- | ----------------- | -------------- | -------- | --------------------- |
| 11. März 2018 | 1    | Bienwald-Marathon | Kandel (Pfalz) | 01:19:48 | Siegerin Halbmarathon |

(DNF – Did Not Finish)